# Drezdenko (gemeente)
De gemeente Drezdenko is een stad- en landgemeente in het Poolse woiwodschap Lubusz, in powiat Strzelecko-drezdenecki.
De zetel van de gemeente is in Drezdenko.
Op 30 juni 2004 telde de gemeente 17 296 inwoners.

## Oppervlakte gegevens
In 2002 bedroeg de totale oppervlakte van gemeente Drezdenko 399,9 km², waarvan:
- agrarisch gebied: 25%
- bossen: 66%

De gemeente beslaat 32,04% van de totale oppervlakte van de powiat.

## Demografie
Stand op 30 juni 2004:
| Omschrijving                   | Totaal | Totaal | Vrouwen | Vrouwen | Mannen | Mannen |
| ------------------------------ | ------ | ------ | ------- | ------- | ------ | ------ |
| eenheid                        | aantal | %      | aantal  | %       | aantal | %      |
| inwoners                       | 17 296 | 100    | 8848    | 51,2    | 8448   | 48,8   |
| bevolkingsdichtheid (inw./km²) | 43,3   | 43,3   | 22,1    | 22,1    | 21,1   | 21,1   |

In 2002 bedroeg het gemiddelde inkomen per inwoner 1228,91 zł.

## Administratieve plaatsen (sołectwo)
Bagniewo, Czartowo, Drawiny, Goszczanowiec, Goszczanowo, Goszczanówko, Gościm, Górzyska, Grotów, Karwin, Kijów, Klesno, Kosin, Lipno, Lubiatów, Marzenin, Modropole, Niegosław, Osów, Przeborowo, Rąpin, Lubiewo, Stare Bielice, Trzebicz, Trzebicz Nowy, Zagórze, Zielątkowo.

## Overige plaatsen
Trzebicz-Młyn, Duraczewo, Jeleń, Tuczępy, Hutniki, Lipowo.

## Aangrenzende gemeenten
Dobiegniew, Drawsko, Krzyż Wielkopolski, Międzychód, Santok, Sieraków, Skwierzyna, Stare Kurowo, Zwierzyn